# Orienthjälmörn
Orienthjälmörn (Spilornis cheela) är en medelstor rovfågel i familjen hökar.

## Utseende och läte
Orienthjälmörn är en medelstor rovfågel som mäter 55-75 centimeter. Den har ett karaktäristiskt utseende. Den är mörkbrun, men kan vara gråmelerad och har fjäderdräkten är täckt med oregelbundna vita prickar. Under glidflykt håller den de breda vingar i ett grunt "V". Orienthjälmörn kan ibland fälla ut en lite krage, och kan då i viss mån likna en uggla. Könen är utseendemässigt mycket lika, men juvenilerna går att urskilja då de har ett mer vitaktigt huvud än de adulta fåglarna.
Dess lockläte är ett distinkt "kluee-wip-wip" med en hög förstaton. De lockar ofta sena morgontimmar sittande på en gren eller då de termikflyger.

## Utbredning och systematik
Orienthjälmörn lever i stora delar av Sydasien, bland annat Pakistan, Indien och Sri Lanka, till Sydostasien så långt österut som till södra Kina och Indonesien. Den delas upp i ett stort antal underarter i flera distinkta grupper som möjligen kan utgöra egna arter:
- cheela-gruppen
  - Spilornis cheela cheela – förekommer i norra Indien och Nepal
  - Spilornis cheela melanotis – Indus/Ganges-slätten
  - Spilornis cheela spilogaster – Sri Lanka
  - Spilornis cheela burmanicus – från Myanmar till sydvästra Kina, Thailand och Indokina
  - Spilornis cheela ricketti – södra Kina och norra Vietnam
  - Spilornis cheela hoya – Taiwan
  - Spilornis cheela rutherfordi – Hainan
  - Spilornis cheela palawanensis – Palawan
  - Spilornis cheela pallidus – låglandsområden på norra Borneo
  - Spilornis cheela richmondi – södra Borneo
  - Spilornis cheela malayensis – Malackahalvön, norra Sumatra och Anambasöarna
  - Spilornis cheela batu – södra Sumatra och Batuöarna
  - Spilornis cheela bido – Java och Bali
- Spilornis cheela davisoni – Andamanerna
- Spilornis cheela minimus – Nikobarerna
- Spilornis cheela perplexus – södra Ryukyuöarna
- Spilornis cheela natunensis – Natunaöarna och Belitung (utanför Borneo)
- Spilornis cheela abbotti – Simeulue (utanför västra Sumatra)
- Spilornis cheela asturinus – Nias (utanför västra Sumatra)
- Spilornis cheela sipora – Mentawai (utanför västra Sumatra)
- Spilornis cheela baweanus – Bawean (utanför norra Java)

Underarten mimimus urskildes förut som en egen art.

## Ekologi
Orienthjälmörn lever främst i skogsbiotoper och bygger sina bon nära sötvatten. Boet placeras i en trädtopp och byggs av grenar och pinnar. Den lägger vanligtvis ett ägg per kull. Den är specialiserad på att jaga och äta reptiler och den födosöker över skogsområden efter ormar och ödlor.

## Status och hot
Arten har ett stort utbredningsområde och en stor population med stabil utveckling. Utifrån dessa kriterier kategoriserar IUCN arten som livskraftig (LC). Världspopulationen har inte uppskattats men den beskrivs som generellt vanlig.